# Боковиков, Владимир Николаевич
Владимир Николаевич Боковиков (род. 2 августа 1946 года, Гродно, БССР) — российский военный деятель, генерал-лейтенант. Герой России.

## Биография
Родился в 1946 году в Гродно (ныне Республика Беларусь). Окончил среднюю школу. С 1962 по 1964 годы Боковиков работал слесарем-сборщиком на механическом заводе.
В ряды Вооружённых Силах СССР был призван в 1964 году. В 1967 году с окончанием Коломенского артиллерийского училища служил в Белорусском военном округе, где командовал артиллерийским взводом, а затем и батареей.
По окончании Военной артиллерийской академии в 1974 году служил в Южной группе войск в должностях командира артиллерийского дивизиона, старшего офицера штаба ракетных войск и артиллерии группы войск, командира артиллерийского полка. С 1982 года служил в должности начальника ракетных войск и артиллерии мотострелковой дивизии, заместителем начальника штаба ракетных войск и артиллерии Среднеазиатского военного округа.
С окончанием в 1989 году Военной академии Генерального штаба служил в Северо-Кавказском военном округе в качестве начальника оперативного отдела, заместителя начальника ракетных войск и артиллерии Сухопутных войск. Генерал-майор (14.11.1992).
С 1995 год служил начальником ракетных войск и артиллерии Северо-Кавказского военного округа. В этой должности принимал участие в боях первой чеченской войны. Когда он находился в этой должности, началось Вторжение в Дагестан.Боковиков возглавил действия подчинённых ему частей, обеспечив скорейшее прибытие артиллерийских соединений в боевую зону, а также взаимодействие с другими российскими военными формированиями. Артиллерия нанесла серьёзный ущерб противнику, а затем имели важную роль в наступлении в Чечне осенью и зимой 1999 года.
Указом Президента Российской Федерации от 4 апреля 2000 года за мужество и героизм, проявленные в ходе контртеррористической операции на Северном Кавказе генерал-майору Владимиру Николаевичу Боковикову присвоено звание Героя Российской Федерации с вручением медали «Золотая Звезда».
В начале 2000 года Владимир Боковиков был назначен на должность заместителя командующего войсками Северо-Кавказского военного округа по чрезвычайным ситуациям, а также было присвоено воинское звание «генерал-лейтенант».
С июля 2000 года заместитель полномочного представителя Президента Российской Федерации в Южном федеральном округе, с февраля 2002 по 2011 год — начальник Южного окружного управления Федерального Агентства по государственным резервам (Росрезерва).
Летом 2002 года во время наводнения на Северном Кавказе Боковиков обеспечил поставки продуктов и вещей первой необходимости из запасов Росрезерва в пострадавшие районы. Во время подведения итогов получил благодарность от Президента России, как единственный из руководителей 29 министерств и ведомств, участвовавших в ликвидации последствий наводнения.
С 2011 г. на пенсии. Живёт в Москве.

## Награды
- Медаль «Золотая Звезда»;
- Орден Красной Звезды;
- Орден Мужества;
- Орден Почёта;
- Медали;
- Почётная грамота Президента Российской Федерации (12 апреля 2012) — за достигнутые трудовые успехи и многолетнюю добросовестную работу